# Saint-Hilaire-en-Morvan
Pour les articles homonymes, voir Saint-Hilaire.
Saint-Hilaire-en-Morvan est une commune française, située dans le département de la Nièvre en région Bourgogne-Franche-Comté.
Ses habitants se nomment les Saint-Hilariens.

## Géographie

### Communes limitrophes
Les communes limitrophes sont Châtin, Saint-Léger-de-Fougeret, Château-Chinon, Château-Chinon (Campagne), Corancy, Dommartin et Sermages.

### Climat
Pour des articles plus généraux, voir Climat de la Bourgogne-Franche-Comté et Climat de la Nièvre.
En 2010, le climat de la commune est de type climat des marges montargnardes, selon une étude du Centre national de la recherche scientifique s'appuyant sur une série de données couvrant la période 1971-2000. En 2020, Météo-France publie une typologie des climats de la France métropolitaine dans laquelle la commune est exposée à un climat océanique altéré et est dans une zone de transition entre les régions climatiques « Lorraine, plateau de Langres, Morvan » et « Centre et contreforts nord du Massif Central ». 
Pour la période 1971-2000, la température annuelle moyenne est de 11 °C, avec une amplitude thermique annuelle de 16,4 °C. Le cumul annuel moyen de précipitations est de 1 047 mm, avec 13,6 jours de précipitations en janvier et 8,6 jours en juillet. Pour la période 1991-2020, la température moyenne annuelle observée sur la station météorologique de Météo-France la plus proche, « Chateau Chinon », sur la commune de Château-Chinon (Ville) à 4 km à vol d'oiseau, est de 10,5 °C et le cumul annuel moyen de précipitations est de 1 252,3 mm. 
La température maximale relevée sur cette station est de 38,8 °C, atteinte le 25 juillet 2019 ; la température minimale est de −21,3 °C, atteinte le 10 février 1956,,. 
Les paramètres climatiques de la commune ont été estimés pour le milieu du siècle (2041-2070) selon différents scénarios d'émission de gaz à effet de serre à partir des nouvelles projections climatiques de référence DRIAS-2020. Ils sont consultables sur un site dédié publié par Météo-France en novembre 2022.

## Urbanisme

### Typologie
Au 1er janvier 2024, Saint-Hilaire-en-Morvan est catégorisée commune rurale à habitat très dispersé, selon la nouvelle grille communale de densité à sept niveaux définie par l'Insee en 2022.
Elle est située hors unité urbaine et hors attraction des villes,.

### Occupation des sols
L'occupation des sols de la commune, telle qu'elle ressort de la base de données européenne d’occupation biophysique des sols Corine Land Cover (CLC), est marquée par l'importance des territoires agricoles (85,1 % en 2018), en augmentation par rapport à 1990 (83,8 %). La répartition détaillée en 2018 est la suivante : prairies (69,8 %), zones agricoles hétérogènes (14,9 %), forêts (14,6 %), terres arables (0,4 %), milieux à végétation arbustive et/ou herbacée (0,3 %). L'évolution de l’occupation des sols de la commune et de ses infrastructures peut être observée sur les différentes représentations cartographiques du territoire : la carte de Cassini (XVIIIe siècle), la carte d'état-major (1820-1866) et les cartes ou photos aériennes de l'IGN pour la période actuelle (1950 à aujourd'hui).

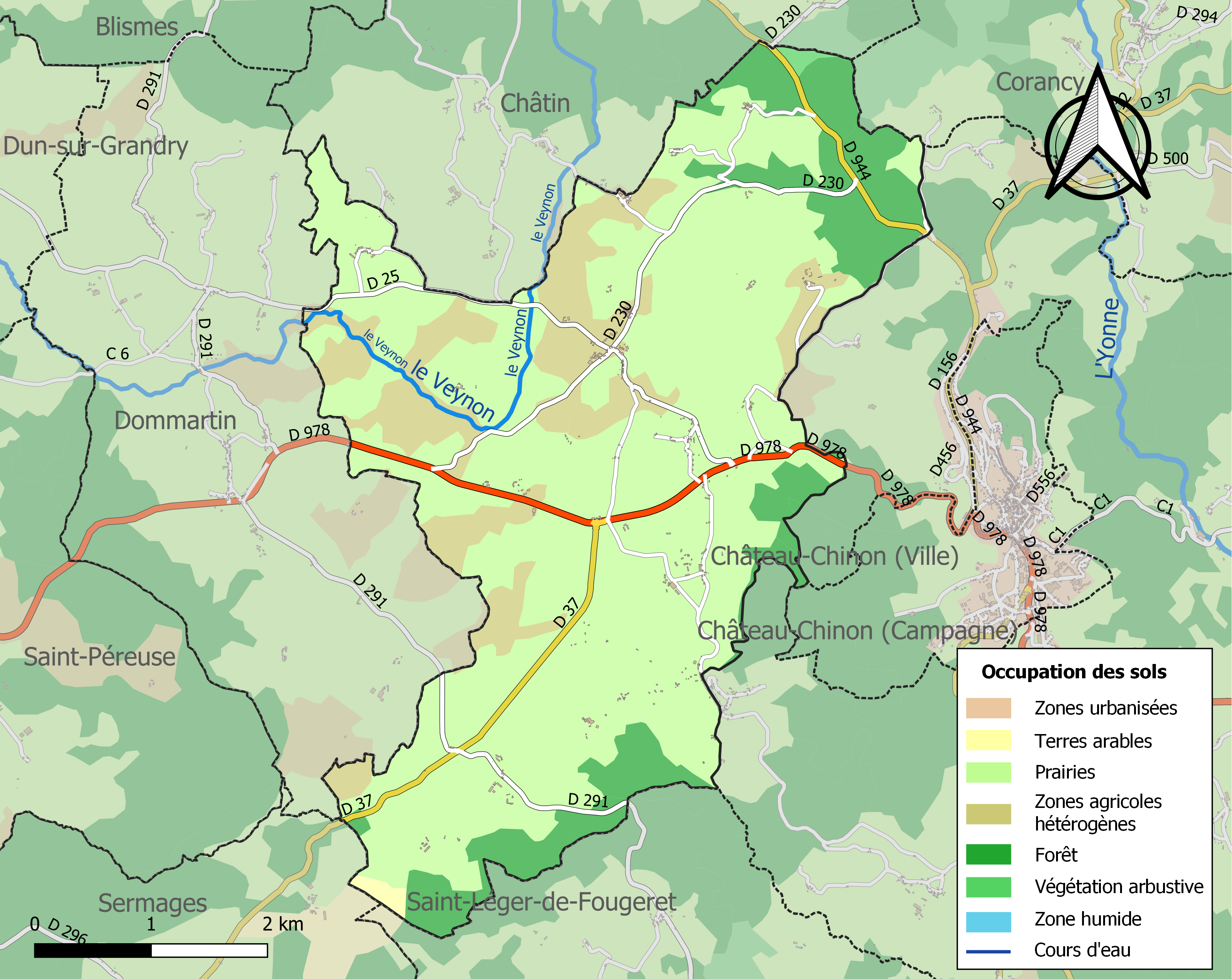
Carte des infrastructures et de l'occupation des sols de la commune en 2018 (CLC).

## Histoire
La commune était dénommée Saint-Hilarii en 1130. L'érection de la paroisse remonte au XIIe siècle. L'évêque donna le patronage de la cure, en 1130 à l'abbaye de Saint-Martin de Nevers, auquel il fut bientôt contesté par le chapitre de Saint-Cyr ; mais Bernard de Saint-Saulge, le confirma en 1222 et dès lors toutes les contestations cessèrent.

## Politique et administration
| Période                                  | Période        | Identité        | Étiquette | Qualité |
| ---------------------------------------- | -------------- | --------------- | --------- | ------- |
| mars 2001                                | réélue en 2008 | Virginie Buteau | SE        |         |
| Les données manquantes sont à compléter. |                |                 |           |         |

## Population et société

### Démographie

#### Évolution démographique
L'évolution du nombre d'habitants est connue à travers les recensements de la population effectués dans la commune depuis 1793. Pour les communes de moins de 10 000 habitants, une enquête de recensement portant sur toute la population est réalisée tous les cinq ans, les populations de référence des années intermédiaires étant quant à elles estimées par interpolation ou extrapolation. Pour la commune, le premier recensement exhaustif entrant dans le cadre du nouveau dispositif a été réalisé en 2007.

En 2022, la commune comptait 219 habitants, en évolution de +0,92 % par rapport à 2016 (Nièvre : −3,28 %, France hors Mayotte : +2,11 %).
| 1793 | 1800 | 1806 | 1821 | 1831 | 1836 | 1841 | 1846 | 1851 |
| ---- | ---- | ---- | ---- | ---- | ---- | ---- | ---- | ---- |
| 363  | 317  | 414  | 402  | 406  | 463  | 482  | 488  | 559  |

| 1856 | 1861 | 1866 | 1872 | 1876 | 1881 | 1886 | 1891 | 1896 |
| ---- | ---- | ---- | ---- | ---- | ---- | ---- | ---- | ---- |
| 534  | 552  | 549  | 591  | 608  | 638  | 683  | 636  | 634  |

| 1901 | 1906 | 1911 | 1921 | 1926 | 1931 | 1936 | 1946 | 1954 |
| ---- | ---- | ---- | ---- | ---- | ---- | ---- | ---- | ---- |
| 608  | 600  | 517  | 423  | 401  | 397  | 368  | 356  | 372  |

| 1962 | 1968 | 1975 | 1982 | 1990 | 1999 | 2006 | 2007 | 2012 |
| ---- | ---- | ---- | ---- | ---- | ---- | ---- | ---- | ---- |
| 303  | 284  | 234  | 206  | 250  | 228  | 220  | 219  | 209  |

| 2017 | 2022 | - | - | - | - | - | - | - |
| ---- | ---- | - | - | - | - | - | - | - |
| 220  | 219  | - | - | - | - | - | - | - |

#### Pyramide des âges
La population de la commune est relativement âgée.
En 2018, le taux de personnes d'un âge inférieur à 30 ans s'élève à 28,2 %, soit au-dessus de la moyenne départementale (27,7 %). À l'inverse, le taux de personnes d'âge supérieur à 60 ans est de 34,5 % la même année, alors qu'il est de 37,0 % au niveau départemental.
En 2018, la commune comptait 113 hommes pour 106 femmes, soit un taux de 51,6 % d'hommes, largement supérieur au taux départemental (48,11 %).
Les pyramides des âges de la commune et du département s'établissent comme suit.
| Hommes | Classe d’âge | Femmes |
| ------ | ------------ | ------ |
| 1,8    | 90 ou +      | 1,9    |
| 6,1    | 75-89 ans    | 12,3   |
| 22,8   | 60-74 ans    | 24,5   |
| 23,7   | 45-59 ans    | 24,5   |
| 14,0   | 30-44 ans    | 12,3   |
| 13,2   | 15-29 ans    | 13,2   |
| 18,4   | 0-14 ans     | 11,3   |

| Hommes | Classe d’âge | Femmes |
| ------ | ------------ | ------ |
| 1,1    | 90 ou +      | 3,2    |
| 10,5   | 75-89 ans    | 14,3   |
| 23,3   | 60-74 ans    | 23,5   |
| 20,5   | 45-59 ans    | 19,4   |
| 15,2   | 30-44 ans    | 14,4   |
| 14,8   | 15-29 ans    | 12,1   |
| 14,7   | 0-14 ans     | 13,2   |

## Culture locale et patrimoine

### Lieux et monuments
- Église Saint-Hilaire de style néo-romain du XIXe siècle.

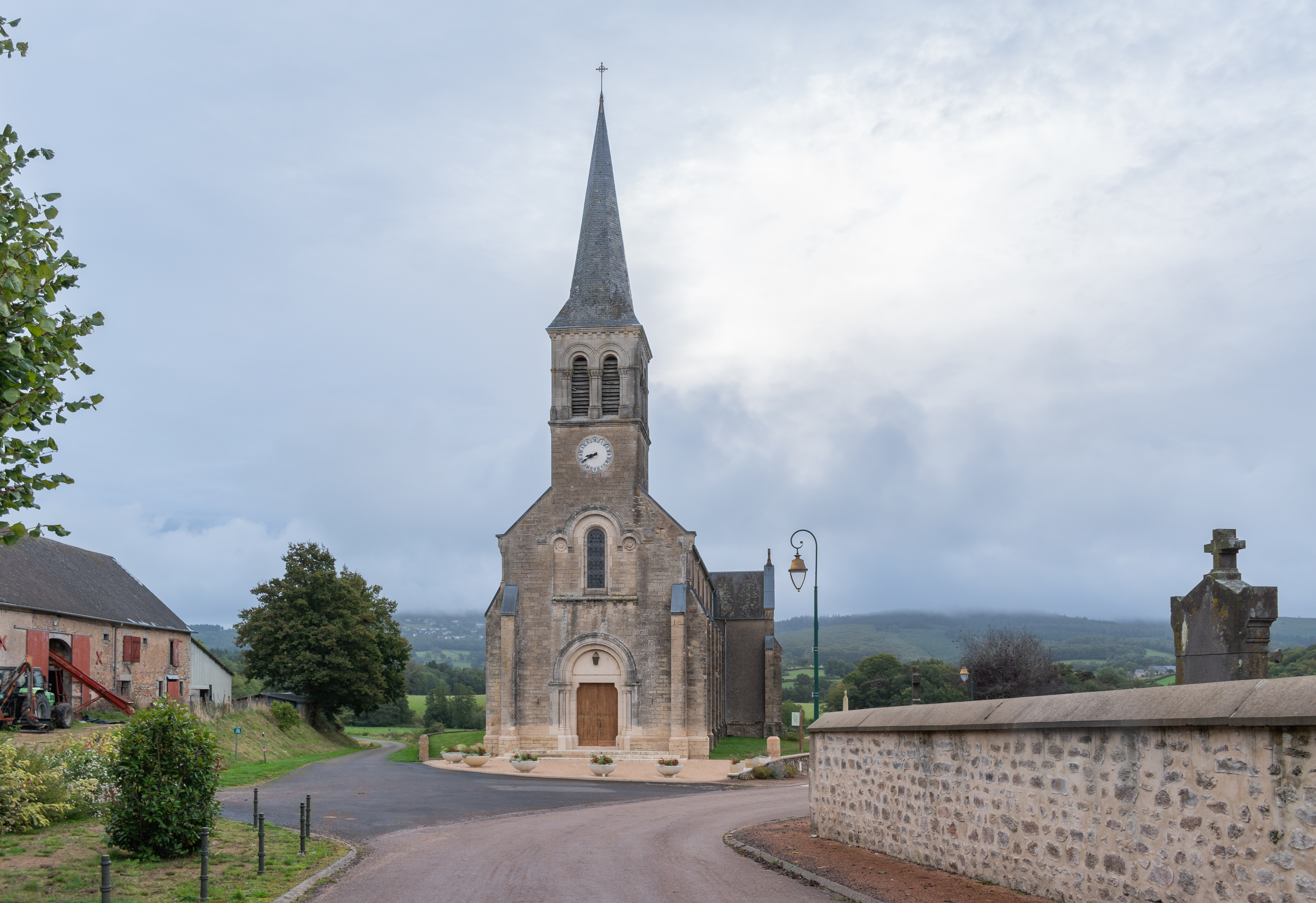
Vue depuis l'ouest.
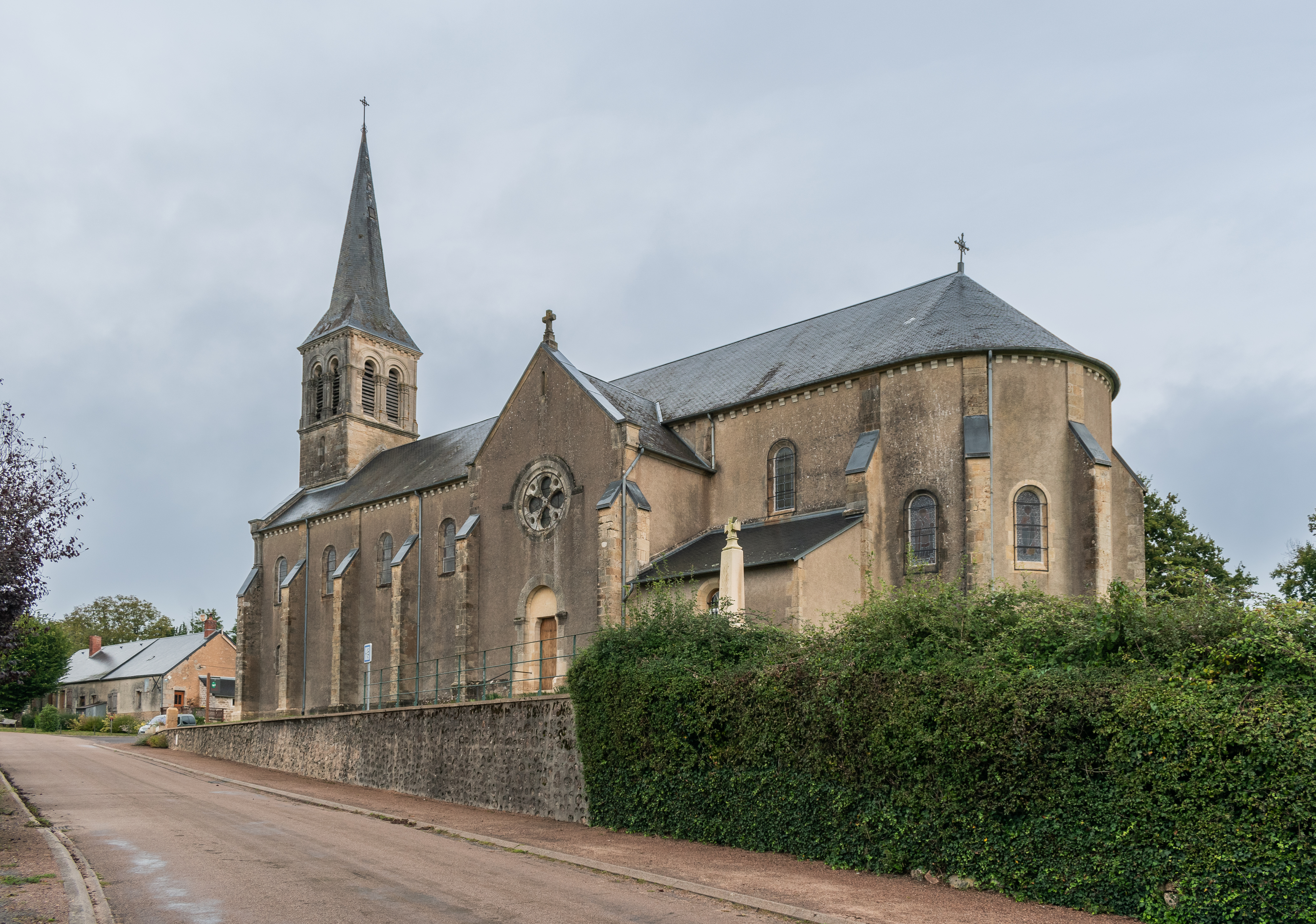
Vue depuis le sud.
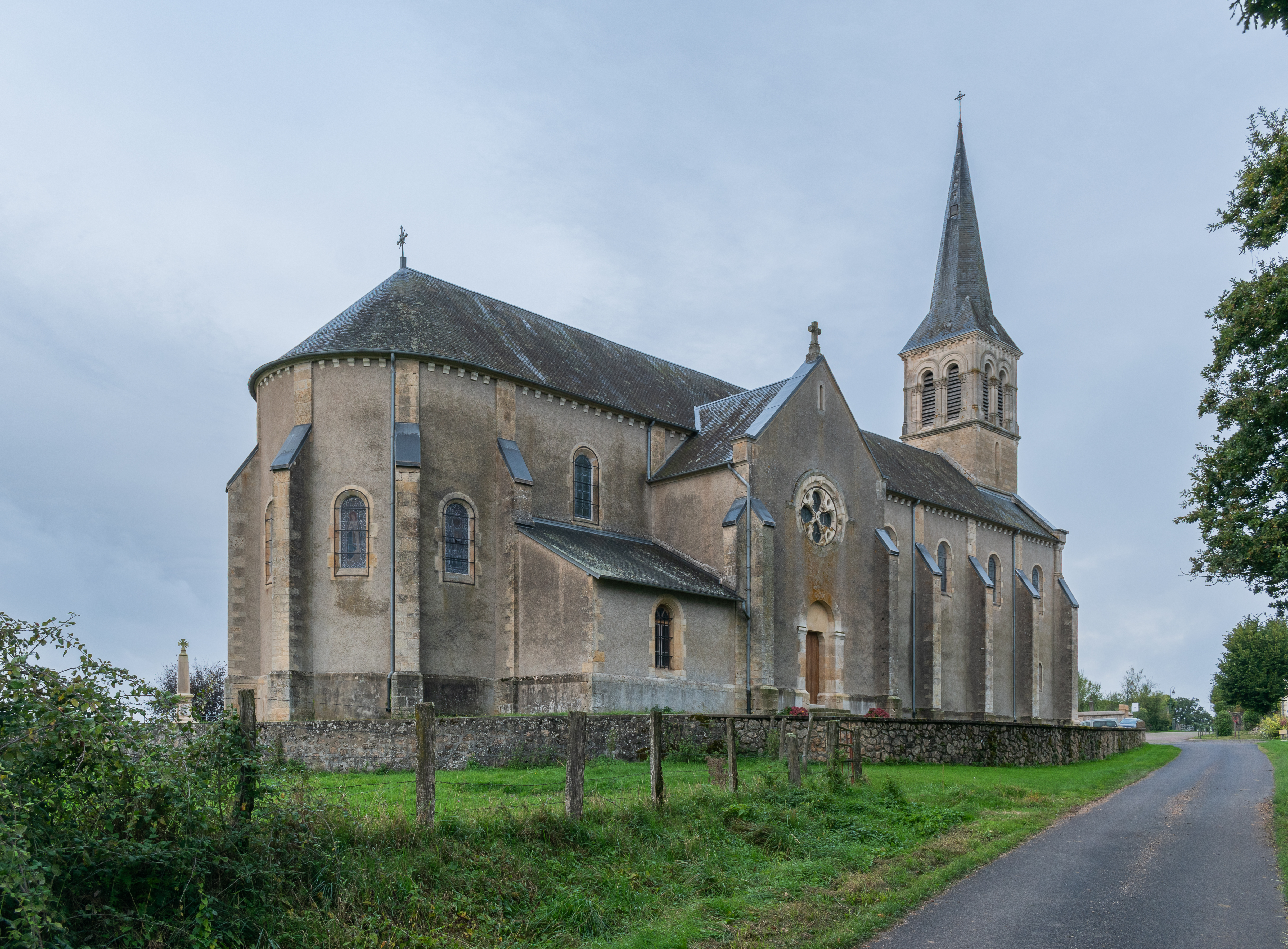
Vue depuis l'est.
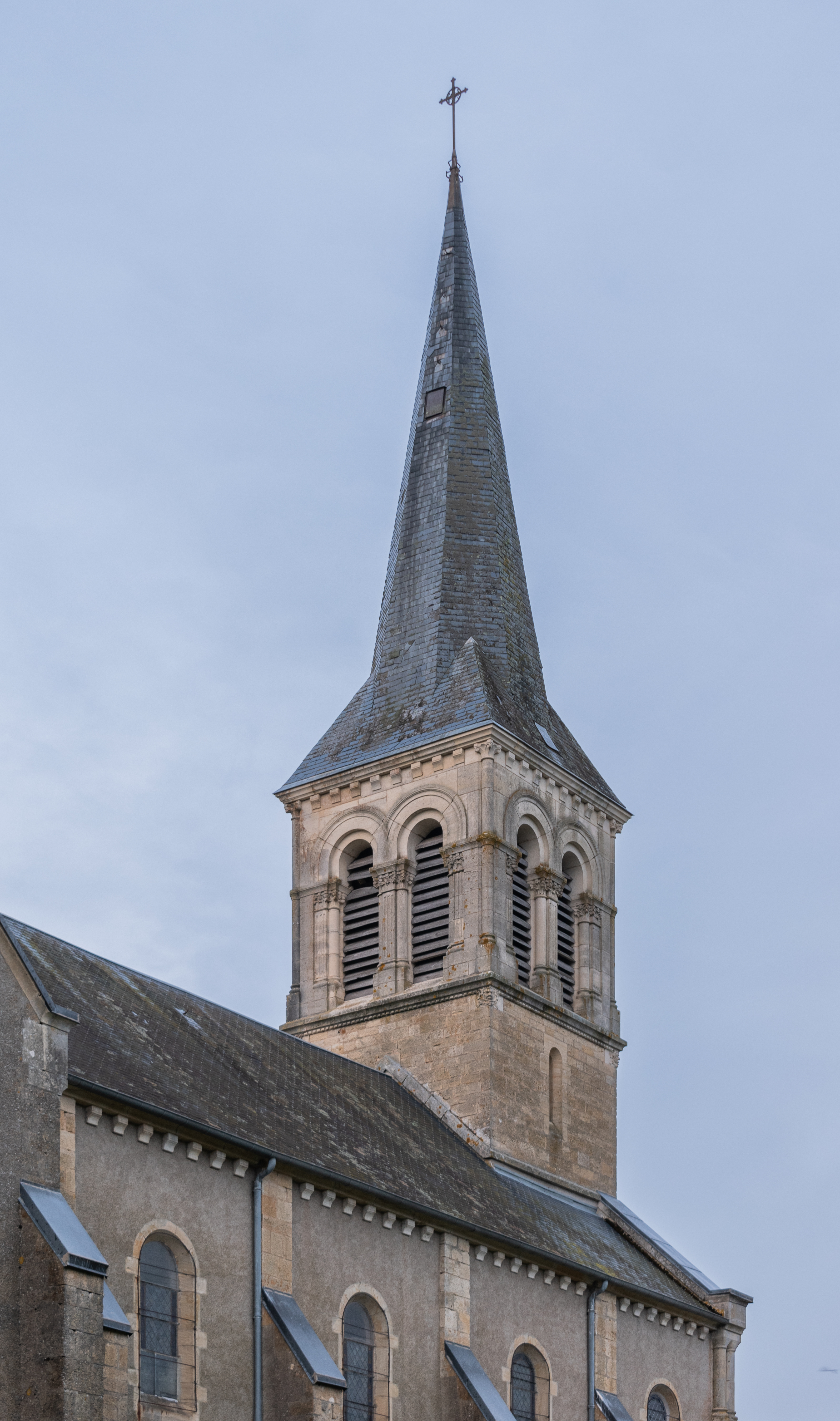
Clocher.
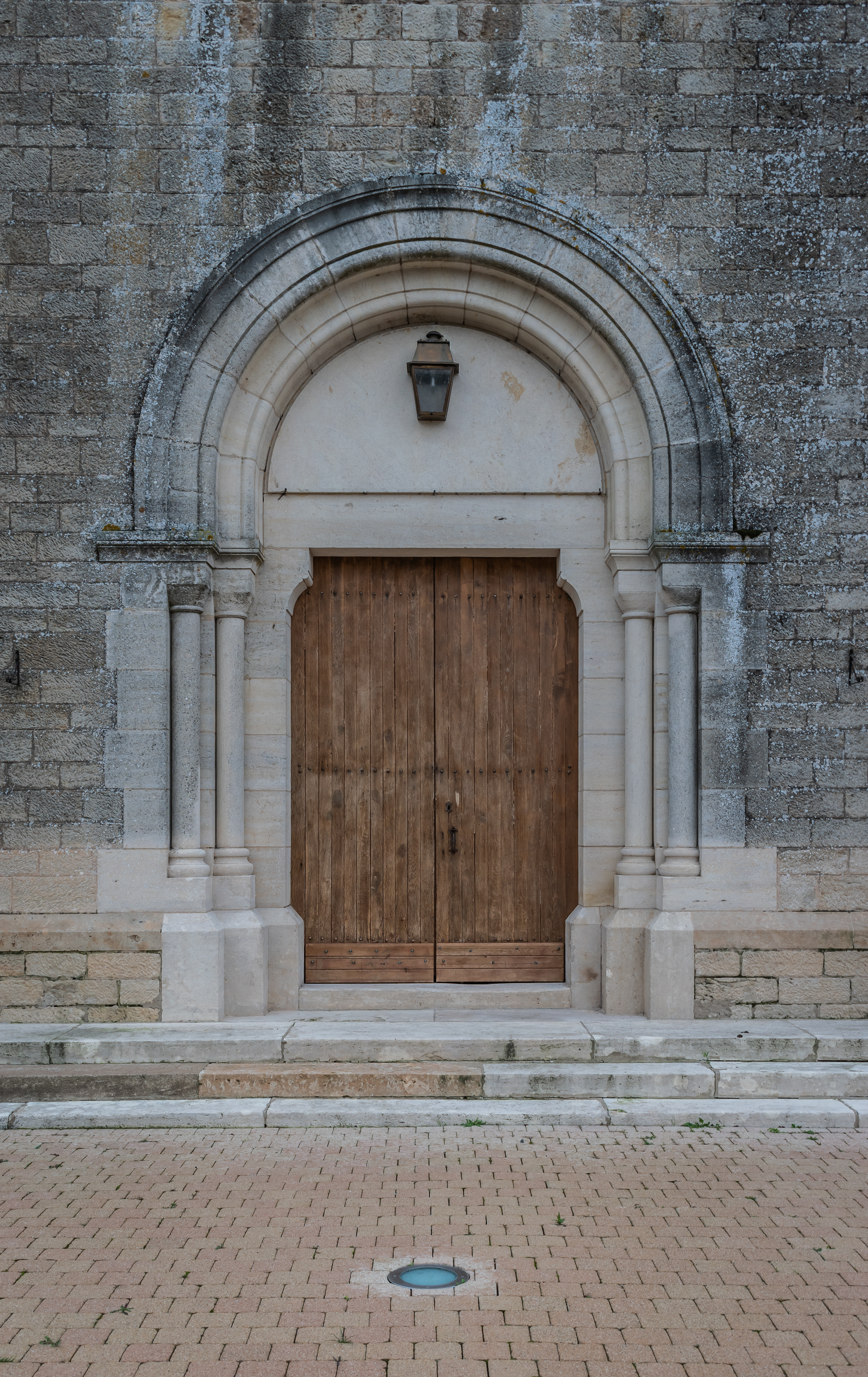
Portail.

- Château du XVIIe siècle au lieu-dit l'Huis au Roi.
- Château de Mouasse des XVIIIe et XIXe siècles disposant d'un colombier et d'une chapelle bénite en 1836[20].

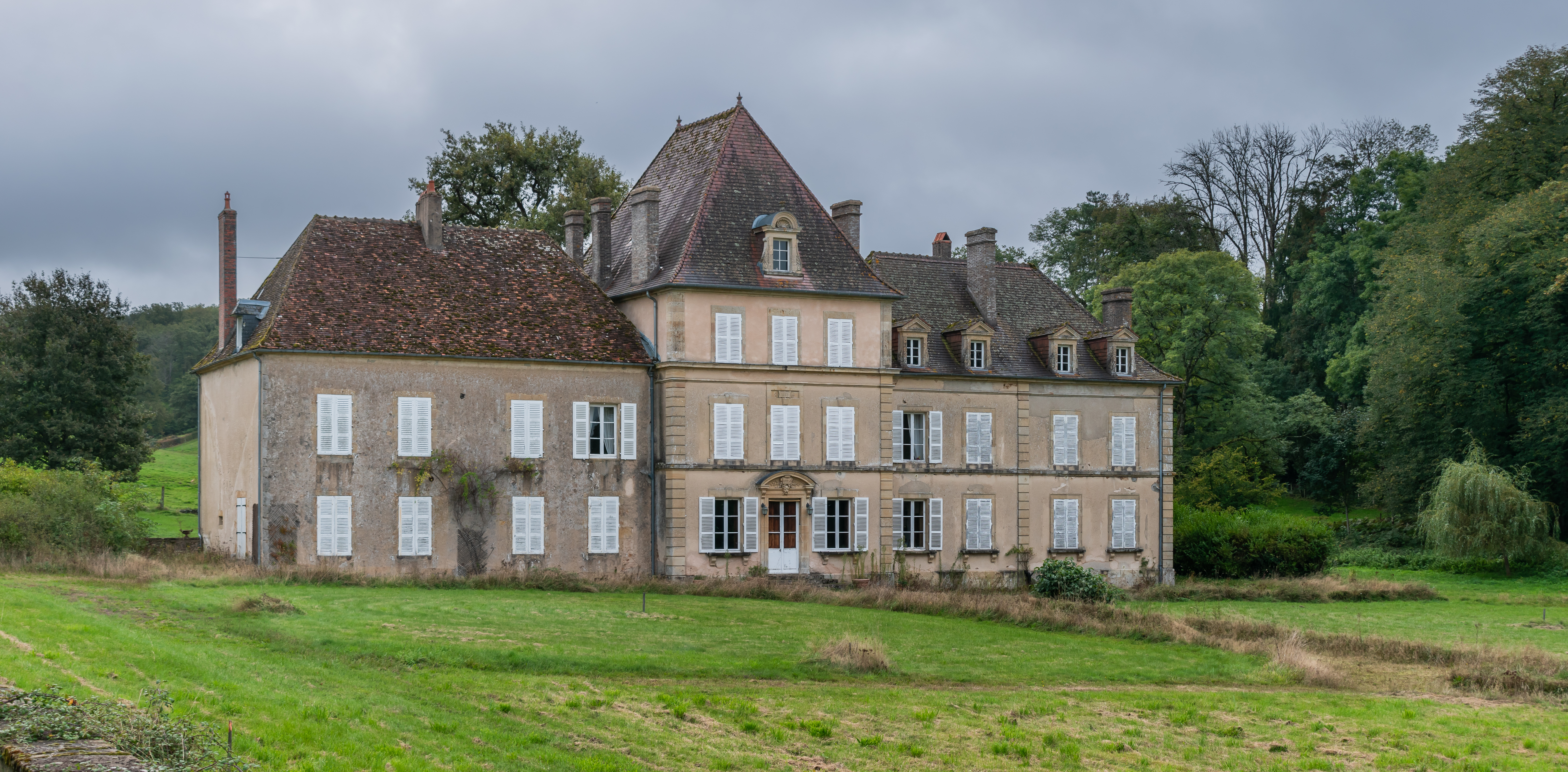
Château de Mouasse.
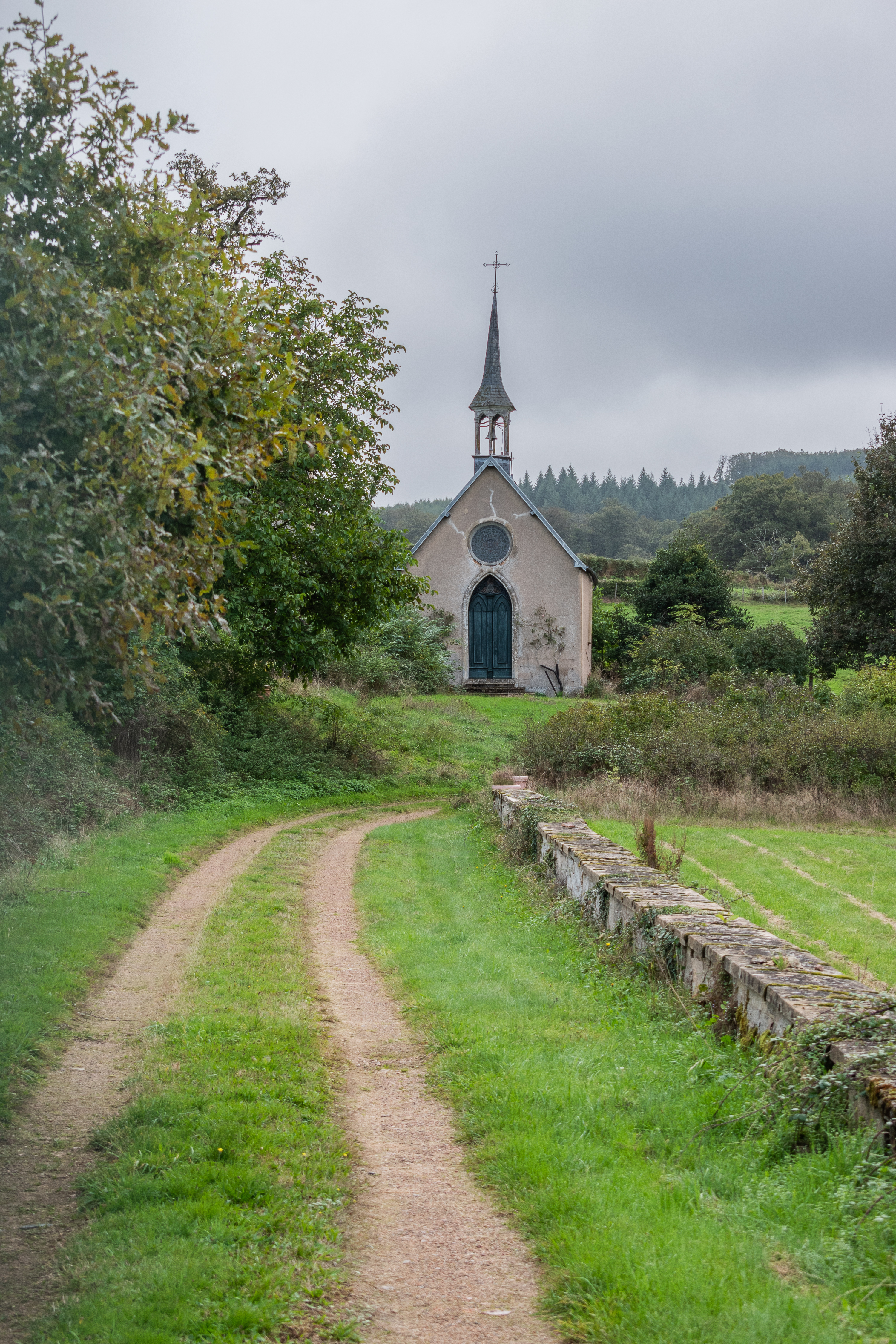
Chapelle du château de Mouasse.

- Ancien château d'Argoulais du XVIIIe siècle détruit et sa chapelle datant de 1862. Le château actuel date du XIXe siècle et a été bâti par Andoche Parthiot pour la famille de Chabannes[21].
- Château ou manoir de Corcelles des XVIIe et XIXe siècles au lieu-dit Courcelles[13].

### Personnalités liées à la commune
- Henri Desbruères (1907-1995), polytechnicien, diplômé de l'Institut supérieur de l'aéronautique et de l'espace (X 27-SUPAERO 32), pilote, président d'Air France, PDG de la Snecma, et de Bull, né dans la commune, cofondateur et président de l'Académie du Morvan.
- Adélaïde Gory-Decour ou Gory de Court (vers 1759-1825), fille d'un ancien marchand de bois, seigneur de Chaumotte, écrivaine.